# Westmünsterland
Das Westmünsterland ist eine Region im Nordwesten des Landes Nordrhein-Westfalen, zwischen der Grenze zu den Niederlanden im Westen, dem Oberzentrum Münster im Osten und dem Ruhrgebiet im Süden. Die Definition variiert je nach Perspektive kulturell, geografisch oder naturräumlich.
Seit der kommunalen Gebietsreform 1975 versteht man unter Westmünsterland insbesondere, losgelöst von der naturräumlichen Konnotation, oftmals das Gebiet der Kreise Borken und Coesfeld. Nach dieser Definition ist Bocholt im Kreis Borken größte Stadt der Region.

## Geographie

### Umschreibung des „Westmünsterland“ genannten Raumes
Naturräumlich ist das Westmünsterland eine etwa 2000 km² umfassende naturräumliche Haupteinheit im Westen der Westfälischen Bucht. Sie ist nicht ganz deckungsgleich mit dem Westen des westfälischen Münsterlandes, da sie im Norden auch kleine niedersächsische Anteile hat und das historische Münsterland nach Westen bis in die benachbarte Haupteinheitengruppe Niederrheinische Bucht reicht. Im Süden erstreckt sich das naturräumliche Westmünsterland (Norden des Kreises Recklinghausen) bis über die Lippe, wo historisch das kurkölnische Vest Recklinghausen begann.
Im Südosten zählen auch die hügellandschaftlichen Höhenzüge Hohe Mark (mit Rekener Kuppen) (bis 145,9 m), Borkenberge (bis 133,3 m) und Haard (bis 153,8 m, links der Lippe), die auch unter der Bezeichnung Halterner Berge zusammengefasst werden, zur Haupteinheit, während die Baumberge (bis 187,6 m) bereits dem Kernmünsterland zugerechnet werden und die Mitte des Westmünsterlandes östlich flankieren.
Im äußersten Nordwesten stellt Bad Bentheim die einzige niedersächsische Ortschaft dar, die zum Westmünsterland gehört, alle anderen Teile gehören zu Westfalen.
Den Nordosten nimmt der Westen des Kreises Steinfurt mit Rheine und den sich südwestlich anschließenden Orten ein.
Den größten Flächenanteil am Naturraum hat der Kreis Borken, der sich um die Städte Gronau, Ahaus und Borken weiter südlich anschließt. Bis östlich von Winterswijk stellt die niederländische Grenze auch die Naturraumgrenze dar, während westlich der Kreisstadt gelegene Orte bereits der Niederrheinischen Tiefebene zugerechnet werden.
Südlich Borkens nimmt der zentrale und östliche Teil des Naturparks Hohe Mark-Westmünsterland mit den Höhenzügen Hohe Mark (bis 145,9 m), Borkenberge (bis 153,8 m) und Haard (bis 156,9 m; links der Lippe) ein, der im Kreis Recklinghausen die Stadt Haltern am See nebst Halterner Stausee beinhaltet, während im äußersten Süden die Industriestädte Dorsten und Marl (zweitgenannter Ort nur zur Nordhälfte dem Westmünsterland zugehörig) hufeisenförmig vom Naturpark umschlossen werden. Südlich grenzt hier die Haupteinheit Emscherland an.
Im Kreis Coesfeld stellen die Osthänge von Haardt und Borkenbergen bis zum gerade nicht mehr westmünsterländischen Dülmen auch die Ostgrenze zum Kernmünsterland dar. Weiter nördlich schließt die Ostgrenze Coesfeld und Billerbeck so gerade noch mit ein, um am zweitgenannten Ort an die kernmünsterländischen Baumberge (bis 187,6 m) zu stoßen.
Schöppingen ist weiter nördlich der einzige kernmünsterländische Ort im Osten des Kreises Borken. Weiter verläuft die Naturraumgrenze im Kreis Steinfurt derart nach Nordosten, dass sie so gerade Steinfurt (Kernmünsterland) und Emsdetten (Ostmünsterland) ausschließt, um im weiteren Verlauf nach Norden Rheine zu erreichen, welches den nordöstlichsten Ort der Haupteinheit darstellt und nur zu etwa der Hälfte (sowohl der Gemarkung als auch der Besiedlung) hinzu gerechnet wird.

### Naturräumliche Gliederung
Das Westmünsterland gliedert sich wie folgt (in den feineren Untereinheiten mit zwei Nachkommastellen sind zur besseren Ortung einzelne Ortschaften oder Flüsse verlinkt):
- (zu 54 Westfälische Bucht)
  - 544 Westmünsterland
    - 544.0 Bentheim-Ochtruper Land
      - 544.00 Bentheimer Wald (äußerster westlicher Norden, nördlich Bentheims)
      - 544.01 Bentheimer Berg (südlich von 544.01)
      - 544.02 Gildehäuser Venn (südlich von Gildehaus, welches selber in 544.01 liegt; unmittelbar an der niederländischen Grenze)
      - 544.03 Die Brechte (von außen begrenzt durch Bentheim (N), 544.02 (W), Ochtrup (S) und das Tal der Vechte/544.04 (O))
      - 544.04 Vechteniederung
      - 544.05 Stoverner Sandplatte (zwischen Vechte/544.04 (W) und Ems (O))
      - 544.06 Rheiner Höhen (äußerster Nordosten, südöstlich von 544.04/05 und von Rheine aus südwestlich verlaufend)
      - 544.07 Ochtruper Höhen (südwestlich von 544.03 und südöstlich von 544.02)
      - 544.08 Meteler Feld (südlich von 544.02/07/03; östlich der Dinkel)
      - 544.09 Hollicher Feld (nördlich von Hollich, südöstlich von 544.06 und südwestlich der Ems)

    - 544.1 Vreden-Gronauer Niederungen
      - 544.10 Gronauer Niederung (Dinkeltal von südlich/oberhalb Heeks bis einschließlich Gronau im Norden; unmittelbar westlich des Bentheim-Ochtruper Landes)
      - 544.11 Amtsvenn (südwestlich der Vechte/544.10 und südöstlich der niederländischen Grenze)
      - 544.12 Ahauser Platten (südlich von 544.11)
      - 544.13 Ottensteiner Talsandgebiet (südwestlich von 544.12 und nordöstlich der Berkel/544.14)
      - 544.14 Berkelniederung (von Stadtlohn über Vreden bis zur niederländischen Grenze)
      - 544.15 Zwillbrocker Talsandgebiet (südwestlich der Berkel/544.14 an der niederländischen Grenze)
      - 544.16 Almsicker Wald (zwischen Ahaus und Stadtlohn, südöstlich von 544.12)
      - 544.17 Legdener Mulde (oberes Dinkeltal westlich des dem Kernmünsterland zugehörigen Burgsteinfurter Landes)

    - 544.2 Stadtlohner Geest
      - 544.20 Stadtlohn-Coesfelder Geest (beiderseits des Berkel-Oberlaufes von Coesfeld im Osten bis Stadtlohn im Nordwesten; unmittelbar südlich an die Vreden-Gronauer Niederungen anschließend und nach Osten bis an die dem Kernmünsterland zugehörigen Coesfeld-Daruper Höhen bzw., nördlich davon, an 544.21 reichend)
      - 544.21 Billerbecker Bucht (Ostausläufer des Westmünsterlandes, der nach Nordosten von den Baumbergen, nach Südosten von den Coesfeld-Daruper Höhen umschlossen wird)
      - 544.22 Eschlohner Flachrücken (an der niederländischen Grenze, nördlich Südlohns und nordwestlich von 544.20)
      - 544.23 Weseker Geest (südlich von 544.22 und südwestlich von 544.20)
      - 544.24 Borken-Velener Aatal (Oberlauf der Bocholter Aa von Velen bis unterhalb Borkens in Richtung Südwesten)
      - 544.25 Ramsdorf-Waldvelener Geest (südlich=links der Bocholter Aa zwischen Waldvelen und Ramsdorf; nach Süden durch Ausläufer der Hohen Mark begrenzt.)

    - 544.3 Hohe Mark (mit Rekener Kuppen) (bis 145,9 m)
      - 544.30 Zentralhügelland der Hohen Mark (bis 145,9 m – Waldbeerenberg, Zentrum)
      - 544.31 Geisheide–Schmaloer Sandwellen (Nordostabdachung)
      - 544.32 Sythen–Lavesumer Flachwellen (Ostabdachung nördlich Halterns)
      - 544.33 Berghaltern–Holtwicker Hügelwellen (Südostabdachung westlich Halterns)
      - 544.34 Strock–Eppendorfer Flachwellen (Süd- bis Südwestabdachung)
      - 544.35 Hülsten-Rekener Kuppen (bis 104 m – Düsselberg; nordwestlicher Übergangsbereich zu den Rekener Bergen)
      - 544.36 Rekener Berge (bis 133,8 m – Melchenberg)
      - 544.37 Die Berge bzw. Borken–Ramsdorfer Berge (bis 107,4 m – Tannenbültenberg; Nordwestausläufer östlich von Gemen und Borken sowie südlich von Ramsdorf)

    - 544.4 Merfelder Niederung
      - 544.40 Venn-Niederung (Gebiet am Oberlauf des Halterner Mühlenbaches nebst rechtem Quellbach Heubach)
      - 544.41 Hausdülmener Niederung (am Mittellauf des Halterner Mühlenbaches)
      - 544.42 Stevede-Merfelder Flachrücken (oberhalb bzw. nördlich von 544.40)

    - 544.5 Borkenberge (bis 133,3 m)
    - 544.6 Halterner Tal
      - 544.60 Ahsener Lippeaue (Tal der Lippe von oberhalb Ahsens bis unterhalb Halterns)
      - 544.61 Hullerner Sandplatten (rechts = nördlich der Lippe, mit Halterner Stausee, dem Tal des Halterner Mühlenbaches nördlich desselben und dem Tal der Stever nebst Hullerner Stausee östlich des Halterner Stausees und südlich der Borkenberge)
      - 544.62 Flaesheimer Terrassen (links der Lippe)

    - 544.7 Haard (bis 156,9 m)
    - 544.8 Dorstener Talweitung
      - 544.80 Dorstener Lippeaue (Tal der Lippe von unterhalb Halterns bis unterhalb Dorstens)
      - 544.81 Drewer Sandplatten (links = südlich der Lippe, unmittelbar südwestlich der Haard; nördlich von Drewer)
      - 544.82 Dorsten-Ulfkotterr Platten (links der Lippe, südwestlich von 544.81; von Ulfkotte (O) bis Dorsten im (N) reichend)
      - 544.83 Hervest-Wulfener Sandplatten (rechts der Lippe zwischen Wulfen (N) und Hervest (S))

    - 544.9 Lembecker Sandplatten
      - 544.90 Heiden-Marbecker Sandplatten (südöstlich Borkens)
      - 544.91 Rhader Sandplatten
      - 544.92 Lembecker Flachwellen

Die Einheiten 544.3, 544.5 und 544.7 werden auch unter der Bezeichnung Halterner Berge zusammengefasst.

## Gewässer
Das Westmünsterland entwässert, abgesehen vom der Ems tributären äußersten Nordwesten, ausschließlich in nordwestliche Richtungen zum IJsselmeer bzw., im Süden, über die Lippe zum Rhein.

### Fließgewässer
Wichtigste Flüsse zum IJsselmeer sind, von Norden nach Süden geordnet (in Klammern Länge und Einzugsgebiet [im Westmünsterland]):
- Steinfurter Aa (Unterlauf; zur Vechte, s. u.; 46,4 [15,2] km, 205 [<80] km² – der größere Teil im Kernmünsterland)
- Vechte (unterer Oberlauf; 181,7 [30,8] km, 3.780 [ca. 340] km² – nur 43,4 km und <410 km² in der Westfälischen Bucht)
- Dinkel (Oberlauf; 89,0 [41,0] km, 643 [187] km²)
- Ahauser Aa (zur IJssel; 85,3 [34,9] km, [143] km²)
- Berkel (Ober- und Mittellauf; zur IJssel; 114,6 [76,5] km, [380] km²)
- Schlinge (Oberlauf; zur Issel; 55,4 [13,9] km, [59] km²)
- Bocholter Aa (Oberlauf; zur Issel; 55,8 [22,4] km, 536 [<224] km² – davon 50,8 km und 440 km² in Deutschland, Unterlauf im Niederrheinischen Tiefland und NL)

Im Süden des Westmünsterlandes fließen der Lippe, flussabwärts von Ost nach West geordnet, folgende Flüsse aus nördlichen Richtungen zu:
- Stever (58,0 [15,6] km, 924 [>376] km²)
- Halterner Mühlenbach (im Oberlauf „Heubach“; zur Stever, s. o., bzw. zum Halterner Stausee; 30,7 km, 296 km²)
- Hammbach (21,5 km – über Midlicher Mühlenbach und Wienbach 24,1 km; 148 km²; ein kleiner Anteil des Einzugsgebietes im Westen gehört nicht mehr zum Westmünsterland)

### Standgewässer
Die wichtigsten Standgewässer des Westmünsterlandes sind von Norden nach Süden (in Klammern die Fläche):
- Haddorfer See – Baggersee westlich Rheines
- Offlumer See (knapp 500 ha) – Baggersee westlich Neuenkirchens
- Seen und Teiche südwestlich Dülmens bei Hausdülmen
- Halterner Stausee (307 ha) – Stever und Halterner Mühlenbach; im Süden der Haupteinheit bei Haltern am See
- Hullerner Stausee (150 ha) – Stever; äußerster Südwesten, nördlich Hullerns und südlich der Borkenberge

## Landschaft
Die Böden aller Teile des Westmünsterlandes sind vergleichsweise sandig. Überdies waren bzw. sind viele Landstriche traditionell feucht bis nass, was zu einer eher kargen Besiedlung geführt hat. Natürliche Waldgesellschaften sind auf sandigeren Böden der Stieleichen-Birken-Mischwald, bei größerem Lehmanteil der Traubeneichen-Rotbuchen-Mischwald. Sie sind allerdings nur noch kleinflächig in annähernd natürlicher Zusammensetzung anzutreffen.
Erst mit der Kultivierung der Heiden und Moore etablierte sich, in Verbindung mit Düngung, die Landwirtschaft, die das Westmünsterland bis heute prägt. Dadurch konnte sich die plattdeutsche Sprache, gerade in kleineren Orten, bis heute erhalten.
Die Industrialisierung setzte in weiten Teilen erst zum Ende des 19. Jahrhunderts ein. Heute sind verschiedenste Branchen vertreten. Die Arbeitslosigkeit ist vergleichsweise niedrig, nicht zuletzt, weil viele Orte zum Wohnort für im Ruhrgebiet tätige Pendler wurden.

## Kulturelle und geografische Regionsbezeichnung
Der Begriff Westmünsterland ist Ausdruck regionaler Identität, die mit einer gefühlsmäßigen Bindung an die Region einhergeht und Begriffe wie Wohnort, regionale Kultur, Landschaft und Menschenschlag umfasst.
Seit einigen Jahren benutzen zunehmend auch Unternehmen den Begriff Westmünsterland direkt oder abgekürzt für ihre Firmenbezeichnungen, wie beispielsweise die Sparkasse Westmünsterland, Radio WMW, die Wohnbau Westmünsterland, die Stadtwerke Westmünsterland Energiekooperation, der Unternehmensverband AIW – Aktive Unternehmer im Westmünsterland, die Beratungsregion Westmünsterland der Landwirtschaftskammer NRW, das gemeinsame Internetportal der AWO-Kreisverbände Borken und Coesfeld, die VWG Verlagsgesellschaft Westmünsterland und das inzwischen eingestellte wm.tv. Diese orientieren sich eher an kulturellen als an naturräumlichen Grenzen.
Das Westmünsterland war ein Schwerpunkt des nordrhein-westfälischen Strukturförderprogramms Regionale 2016, deren Agentur ihren Sitz in Velen hatte.
Die Westmünsterlandbahn (Enschede–Coesfeld–Lünen–Dortmund) fährt nur im westlichen und zentralen Abschnitt zwischen Gronau und Dülmen durch das (naturräumliche) Westmünsterland. Eine weitere Bahnanbindung ist nach Süden gerichtet, über Hamminkeln und Wesel nach Duisburg hin auf der Rheinschiene.
Diese Beispiele zeigen, dass sich eine Region nicht mehr wie früher durch naturräumliche, kulturelle oder gar konfessionelle Gegebenheiten bestimmt. Vielmehr sind es Faktoren, die den Alltag bestimmen: Einkaufsorte, Pendlerströme, Verkehrsachsen.

## Politische Gliederung
Zum Westmünsterland im weiteren Sinne zählen die Kreise Borken, Coesfeld, Steinfurt und eventuell Recklinghausen. Die Landkreise gehen zurück auf die von Preußen 1815 geschaffenen Verwaltungseinheiten, die nach der kommunalen Neuordnung 1975 den heutigen Zuschnitt erhielten.
Mit Blick auf die Regionale 2016 „Zukunftsland“ gehören auch die Kommunen Dorsten und Haltern am See (Kreis Recklinghausen), Hamminkeln, Hünxe, Schermbeck (alle im Kreis Wesel), Selm und Werne (Kreis Unna) zu dieser Region.